# Kambipura, Piriyapatna
Kambipura là một làng thuộc tehsil Piriyapatna, huyện Mysore, bang Karnataka, Ấn Độ.